# Potino di Lione
Potino (in francese Pothin o Photin; Frigia, 87 – Lione, 177) fu il primo vescovo di Lione e della Gallia.

## Biografia
Potino era originario della Frigia. Giunto in Gallia per evangelizzare questa terra, divenne vescovo di Lione e fu il primo vescovo della Gallia. Morì martire sotto l'imperatore Marco Aurelio. La sua sorte ci è nota da una lettera scritta dalla Chiesa lionese a quella d'Asia. Venne arrestato nello stesso periodo in cui furono imprigionati Blandina ed un gruppo di suoi compagni, conosciuti poi con il nome di martiri di Lione. Gettato in prigione all'età di novant'anni ed ammalato, morì quasi certamente a causa dei maltrattamenti subiti ad opera dei carcerieri. Gli successe sant'Ireneo.
È uno dei santi patroni della diocesi di Lione e la sua memoria liturgica cade il 2 giugno.